# Skillingspelet
Skillingspelet kallade Tage Danielsson och den nyblivne kamraten Hasse Alfredson den radioserie i nio 15-minutersprogram 1956, som skulle bli den första i en lång rad produktioner från dem vid Sveriges Radio. Medförfattare till manus var Hatte Furuhagen. 
Programidén gick ut på att låta sångartister framföra en ny och "spexig" text till musik som spelades upp från grammofon. På så vis fick lyssnarna höra medlemmarna i Flickery Flies sjunga de mest halsbrytande verser till exempelvis stora och pampiga amerikanska musikalinspelningar. De nio skillingspelen fick följande titlar:
1. 1956-10-06 - En kvart i Manegen
2. 1956-10-13 - En kvart i Wien
3. 1956-10-20 - En kvart i Bageriet
4. 1956-10-27 - 14 minuter i Skottland
5. 1956-11-10 - En kvart i Sörgården
6. 1956-11-24 - En kvart i Spanien
7. 1956-12-15 - Tusen och en Kvart
8. 1956-12-22 - En kvart i Jul
9. 1956-12-29 - En kvart i 12

Några av programkvartarna har sänts i SR Minnen.